# 헤르만 그라프
헤르만 그라프(Hermann Graf: 1912년 10월 24일 – 1988년 11월 4일)는 독일의 공군 군인이다. 제2차 세계 대전 당시 에이스 전투조종사로 서부전선과 동부전선에 모두 종군했다. 적기 200기 격추를 세계 최초로 달성한 인물로 알려져 있다. 총 830회 출격하여 적기 212기를 격추했으며 그 중 202기를 동부전선에서 격추했다.
전쟁 이전 그라프는 축구 선수이자 글라이더 비행사였는데 1935년 루프트바페에 입대했다. 처음에는 수송기 조종사를 희망하였고 1939년 5월 제51전투비행단에 배속되었다. 전쟁이 터졌을 당시에는 독불 국경에 주둔 중이었다. 이후 독일의 추축 동맹국인 루마니아로 가서 조종사 훈련 임무를 맡았다. 크레타 전투 때 지상공격 지원을 몇 차례 가하기도 했다.
바르바로사 작전 개시 이후 그라프는 1941년 8월 4일 동부전선에서 처음으로 항공전 승리를 했다고 주장했다. 45기의 적기를 격추한 뒤 1942년 1월 24일 기사십자 철십자장을 수훈했다. 1942년 9월 16일이 되면 격추수는 172기로 늘어났고 실질적 최고 군사훈장인 곡엽검금강석 기사십자 철십자장을 수훈했다. 1942년 9월 26일 세계 최초로 적기 200기 격추를 달성했다.
국민적 영웅이 된 그라프는 그 뒤로 잠시 전방에서 물러나 프랑스의 전투조종사 훈련소 교관을 맡다가 모스키토 경폭격기 요격전담부대 제50전투비행단에 배속되었다. 1943년 11월 그라프는 다시 전투임무에 배치되었고 제11전투비행단의 비행단장으로 임명되었고 1944년 3월 29일 마지막으로 적기를 격추했다. 이때 심각한 부상을 입은 그라프는 요양 기간을 거친 뒤 제52전투비행단 비행단장으로 임명되었다. 그라프 외 제52전투비행단 병력은 1945년 5월 8일 미 육군에게 항복했으나 붉은 군대에게 넘겨졌다. 그라프는 1949년까지 소련에 붙잡혀 있었다. 서독으로 석방된 뒤 전자제품 판매관리자 일을 하다가 1988년 11월 4일 고향 엥겐에서 파킨슨병으로 죽었다. 향년 76세.
| 전임 (신설) | 제1대 제50전투비행단 비행단장 1943년 7월 – 1943년 10월 | 후임 (폐지) |

| 전임 대령 한스 필리프 | 제5대 제1전투비행단 외자우 비행단장 1943년 10월 9일 – 1943년 11월 10일 | 후임 대령 발터 외자우 |

| 전임 소령 안톤 마데르 | 제2대 제11전투비행단 비행단장 1943년 11월 11일 – 1944년 3월 29일 | 후임 소령 안톤 하클 |

| 전임 중령 디트리히 흐라바크 | 제7대 제52전투비행단 비행단장 1944년 10월 1일 – 1945년 5월 8일 | 후임 (폐지) |